# Brackenridgia cavernarum
Brackenridgia cavernarum is een pissebed uit de familie Trichoniscidae. De wetenschappelijke naam van de soort is voor het eerst geldig gepubliceerd in 1902 door Ulrich.